# Jules Bouyer
Jules Bouyer (Annecy, 22 luglio 2002) è un tuffatore francese, specializzato nel trampolino.

## Biografia
Ha fatto parte della spedizione francese ai Giochi olimpici giovanili di Buenos Aires 2018, dove si è classificato 11º nel concorso del trampolino.
Agli europei di Budapest 2020, disputati nel maggio 2021 a causa dell'emergenza sanitaria dovuta alla pandemia di COVID-19, si è classificato 15º nel trampolino 1 metro e 26º nel trampolino 3 metri.
È stato convocato ai mondiali di Budapest 2022. Nel 2024 vince la medaglia d'oro nel sincro 3 metri agli europei di Belgrado.

## Palmarès
| Anno | Manifestazione            | Sede         | Evento        | Risultato | Prestazione | Note |
| ---- | ------------------------- | ------------ | ------------- | --------- | ----------- | ---- |
| 2018 | Giochi olimpici giovanili | Buenos Aires | Trampolino 3m | 11º       | 487,80 p.   |      |
| 2021 | Europei di nuoto          | Budapest     | Trampolino 1m | 15º       | 308,55      |      |
| 2021 | Europei di nuoto          | Budapest     | Trampolino 3m | 26º       | 313,25      |      |
| 2022 | Mondiali di nuoto         | Budapest     | Sincro 3m     | 5°        | 375,54      |      |
| 2023 | Giochi europei            | Rzeszów      | Trampolino 3m | Argento   | 440,15      |      |
| 2023 | Giochi europei            | Rzeszów      | Sincro 3m     | Bronzo    | 394,92      |      |
| 2023 | Mondiali                  | Fukuoka      | Trampolino 1m | 10º       | 374,15      |      |
| 2023 | Mondiali                  | Fukuoka      | Trampolino 3m | 17º       | 389,05      |      |
| 2023 | Mondiali                  | Fukuoka      | Sincro 3m     | Bronzo    | 389,10 p.   |      |
| 2024 | Europei                   | Belgrado     | Sincro 3m     | Oro       | 404,52 p.   |      |